# Adiantum viridimontanum
Adiantum viridimontanum là một loài dương xỉ trong họ Pteridaceae. Loài này được C.A. Paris mô tả khoa học đầu tiên năm 1991.